# Reux
Pour les articles homonymes, voir Reux (homonymie).
Reux est une commune française, située dans le département du Calvados en région Normandie, peuplée de 406 habitants.

## Géographie
| Saint-Étienne-la-Thillaye                   | Saint-Martin-aux-Chartrains | Coudray-Rabut |
| Saint-Étienne-la-Thillaye, Beaumont-en-Auge | Reux                        | Pont-l'Évêque |
| Clarbec                                     | Clarbec, Saint-Hymer        | Saint-Hymer   |

### Hydrographie
La commune est située dans le bassin Seine-Normandie. Elle est drainée par la Touques, le canal 02 de la commune de Reux, un bras du Douai de Reux, le canal 01 du Marais de Roncheville, le Grand Fossé, le Douai de Reux, le cours d'eau 01 du Milieu Main, le fossé 01 des Closages, le canal 01 de la commune de Reux et un autre petit cours d'eau,.
La Touques, d'une longueur de 108 km, prend sa source dans la commune de Champ-Haut et se jette  dans la baie de Seine en limite de Trouville-sur-Mer et de Deauville, après avoir traversé 42 communes. Les caractéristiques hydrologiques de la Touques sont données par la station hydrologique située sur la commune de Pont-l'Évêque. Le débit moyen mensuel est de 8,66 m3/s. Le débit moyen journalier maximum est de 66,5 m3/s, atteint lors de la crue du 5 décembre 1988. Le débit instantané maximal est quant à lui de 119 m3/s, atteint le même jour.

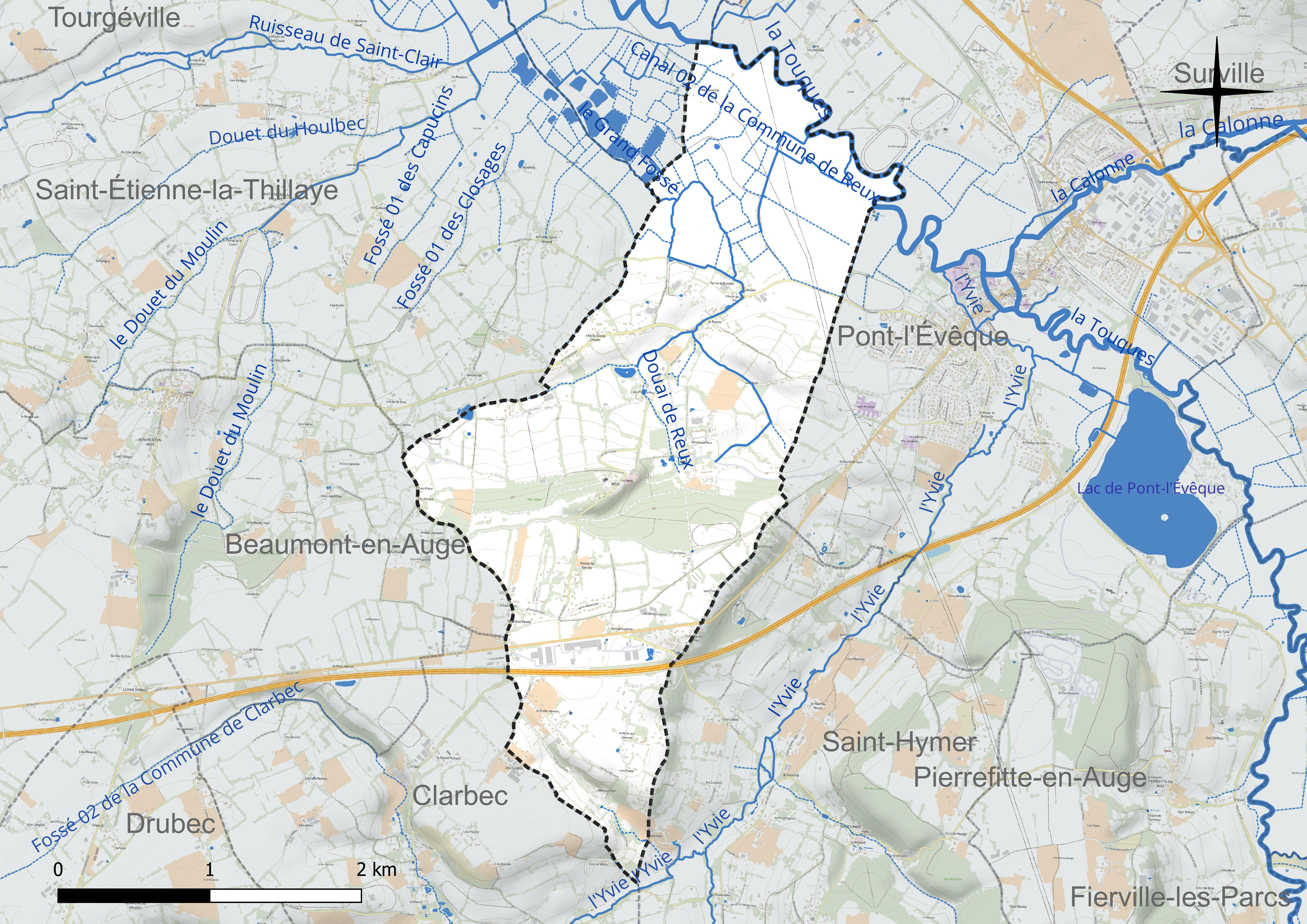
Réseau hydrographique de Reux.

### Climat
Pour des articles plus généraux, voir Climat de la Normandie et Climat du Calvados.
En 2010, le climat de la commune est de type climat océanique franc, selon une étude du CNRS s'appuyant sur une série de données couvrant la période 1971-2000. En 2020, Météo-France publie une typologie des climats de la France métropolitaine dans laquelle la commune est exposée à un climat océanique et est dans la région climatique  Côtes de la Manche orientale, caractérisée par un faible ensoleillement (1 550 h/an) ; forte humidité de l'air (plus de 20 h/jour avec humidité relative > 80 % en hiver), vents forts fréquents. Parallèlement le GIEC normand, un groupe régional d'experts sur le climat, différencie quant à lui, dans une étude de 2020, trois grands types de climats pour la région Normandie, nuancés à une échelle plus fine par les facteurs géographiques locaux. La commune est, selon ce zonage, exposée à un « climat contrasté des collines », correspondant au Pays d'Auge, Lieuvin et Roumois, moins directement soumis aux flux océaniques et connaissant toutefois des précipitations assez marquées en raison des reliefs collinaires qui favorisent leur formation.
Pour la période 1971-2000, la température annuelle moyenne est de 10,6 °C, avec  une amplitude thermique annuelle de 12,5 °C. Le cumul annuel moyen de précipitations est de 840 mm, avec 12,5 jours de précipitations en janvier et 8,6 jours en juillet. Pour la période 1991-2020, la température moyenne annuelle observée sur la station météorologique la plus proche, située sur la commune de Saint-Gatien-des-Bois à 9 km à vol d'oiseau, est de 11,0 °C et le cumul annuel moyen de précipitations est de 920,4 mm,. Pour l'avenir, les paramètres climatiques de la commune estimés pour 2050 selon différents scénarios d'émission de gaz à effet de serre sont consultables sur un site dédié publié par Météo-France en novembre 2022.

## Urbanisme

### Typologie
Au 1er janvier 2024, Reux est catégorisée commune rurale à habitat dispersé, selon la nouvelle grille communale de densité à 7 niveaux définie par l'Insee en 2022.
Elle est située hors unité urbaine. Par ailleurs la commune fait partie de l'aire d'attraction de Trouville-sur-Mer, dont elle est une commune de la couronne,. Cette aire, qui regroupe 35 communes, est catégorisée dans les aires de moins de 50 000 habitants,.

### Occupation des sols
L'occupation des sols de la commune, telle qu'elle ressort de la base de données européenne d'occupation biophysique des sols Corine Land Cover (CLC), est marquée par l'importance des territoires agricoles (89,3 % en 2018), en diminution par rapport à 1990 (92,9 %). La répartition détaillée en 2018 est la suivante : 
prairies (85,1 %), forêts (7,1 %), terres arables (4,2 %), zones industrielles ou commerciales et réseaux de communication (3,6 %). L'évolution de l'occupation des sols de la commune et de ses infrastructures peut être observée sur les différentes représentations cartographiques du territoire : la carte de Cassini (XVIIIe siècle), la carte d'état-major (1820-1866) et les cartes ou photos aériennes de l'IGN pour la période actuelle (1950 à aujourd'hui).

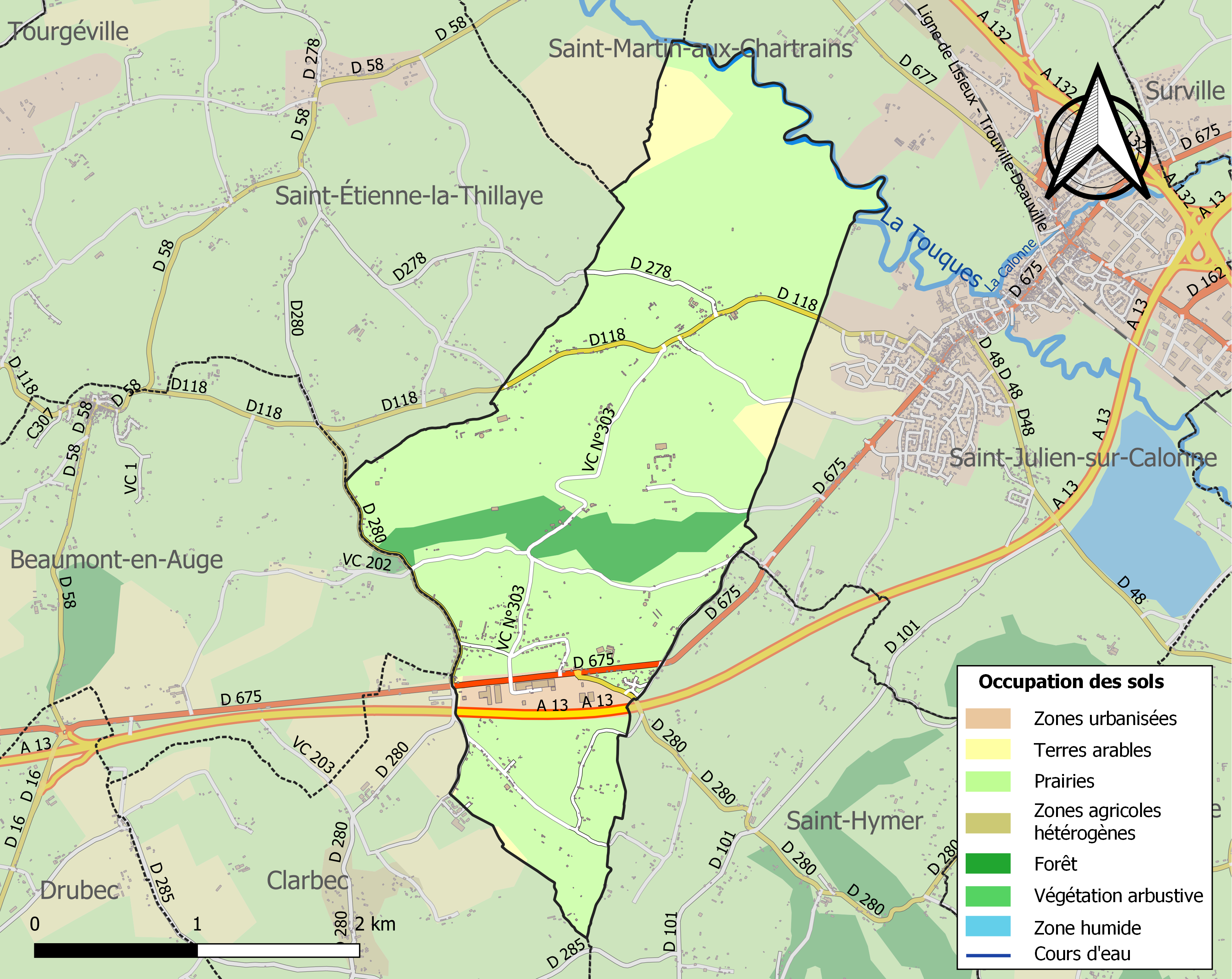
Carte des infrastructures et de l'occupation des sols de la commune en 2018 (CLC).

## Toponymie
Le nom de la localité est attesté sous les formes Rotœ en 1309; « Richard de Rotis »; Ecclesia de Rotis au XIVe siècle.
Toponyme, du germanique rode, ayant le sens de « terre essartée ».
Selon Jacques Lalubie, le nom vient du latin rota, « roue » ou «  rouelle », témoignant d'une origine celtique. 
Le gentilé est Reuxois.

## Politique et administration
| Période                                  | Période  | Identité    | Étiquette | Qualité           |
| ---------------------------------------- | -------- | ----------- | --------- | ----------------- |
| 1983                                     | En cours | Jean Dutacq | SE        | Gérant de société |
| Les données manquantes sont à compléter. |          |             |           |                   |

Le conseil municipal est composé de onze membres dont le maire et deux adjoints.

## Démographie
L'évolution du nombre d'habitants est connue à travers les recensements de la population effectués dans la commune depuis 1793. Pour les communes de moins de 10 000 habitants, une enquête de recensement portant sur toute la population est réalisée tous les cinq ans, les populations de référence des années intermédiaires étant quant à elles estimées par interpolation ou extrapolation. Pour la commune, le premier recensement exhaustif entrant dans le cadre du nouveau dispositif a été réalisé en 2008.
En 2022, la commune comptait 406 habitants, en évolution de −2,87 % par rapport à 2016 (Calvados : +1,58 %, France hors Mayotte : +2,11 %).
Au premier recensement républicain, en 1793, Reux comptait 425 habitants, population jamais atteinte depuis.
| 1793 | 1800 | 1806 | 1821 | 1831 | 1836 | 1841 | 1846 | 1851 |
| ---- | ---- | ---- | ---- | ---- | ---- | ---- | ---- | ---- |
| 425  | 313  | 387  | 364  | 373  | 366  | 337  | 318  | 309  |

| 1856 | 1861 | 1866 | 1872 | 1876 | 1881 | 1886 | 1891 | 1896 |
| ---- | ---- | ---- | ---- | ---- | ---- | ---- | ---- | ---- |
| 291  | 307  | 296  | 262  | 283  | 299  | 292  | 287  | 262  |

| 1901 | 1906 | 1911 | 1921 | 1926 | 1931 | 1936 | 1946 | 1954 |
| ---- | ---- | ---- | ---- | ---- | ---- | ---- | ---- | ---- |
| 270  | 249  | 262  | 203  | 254  | 251  | 235  | 261  | 266  |

| 1962 | 1968 | 1975 | 1982 | 1990 | 1999 | 2006 | 2008 | 2013 |
| ---- | ---- | ---- | ---- | ---- | ---- | ---- | ---- | ---- |
| 212  | 229  | 214  | 207  | 263  | 251  | 317  | 336  | 402  |

| 2018 | 2022 | - | - | - | - | - | - | - |
| ---- | ---- | - | - | - | - | - | - | - |
| 401  | 406  | - | - | - | - | - | - | - |

## Lieux et monuments
- Église Saint-Étienne du XVe siècle.
- Manoir du Lieu Dey du XVIe siècle.
- Manoir du Bois Tillard.
- Château de Reux et sa chapelle.

En 1953-1954, Francis Bott fit huit vitraux qui lui avaient été demandés par la baronne Guy de Rothschild pour la chapelle du château de Reux.
- Vestiges d'une motte féodale[34].

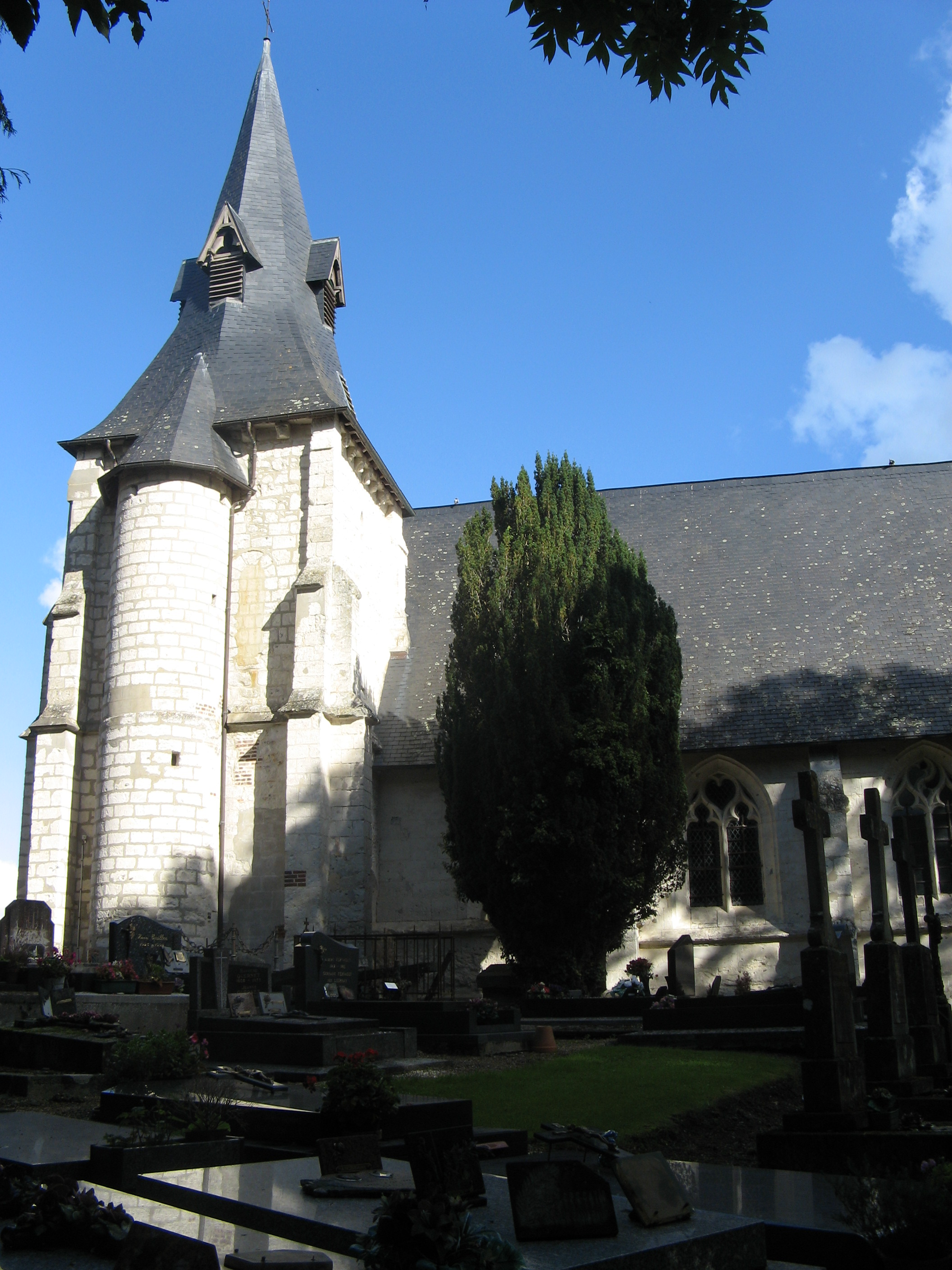
L'église Saint-Étienne.
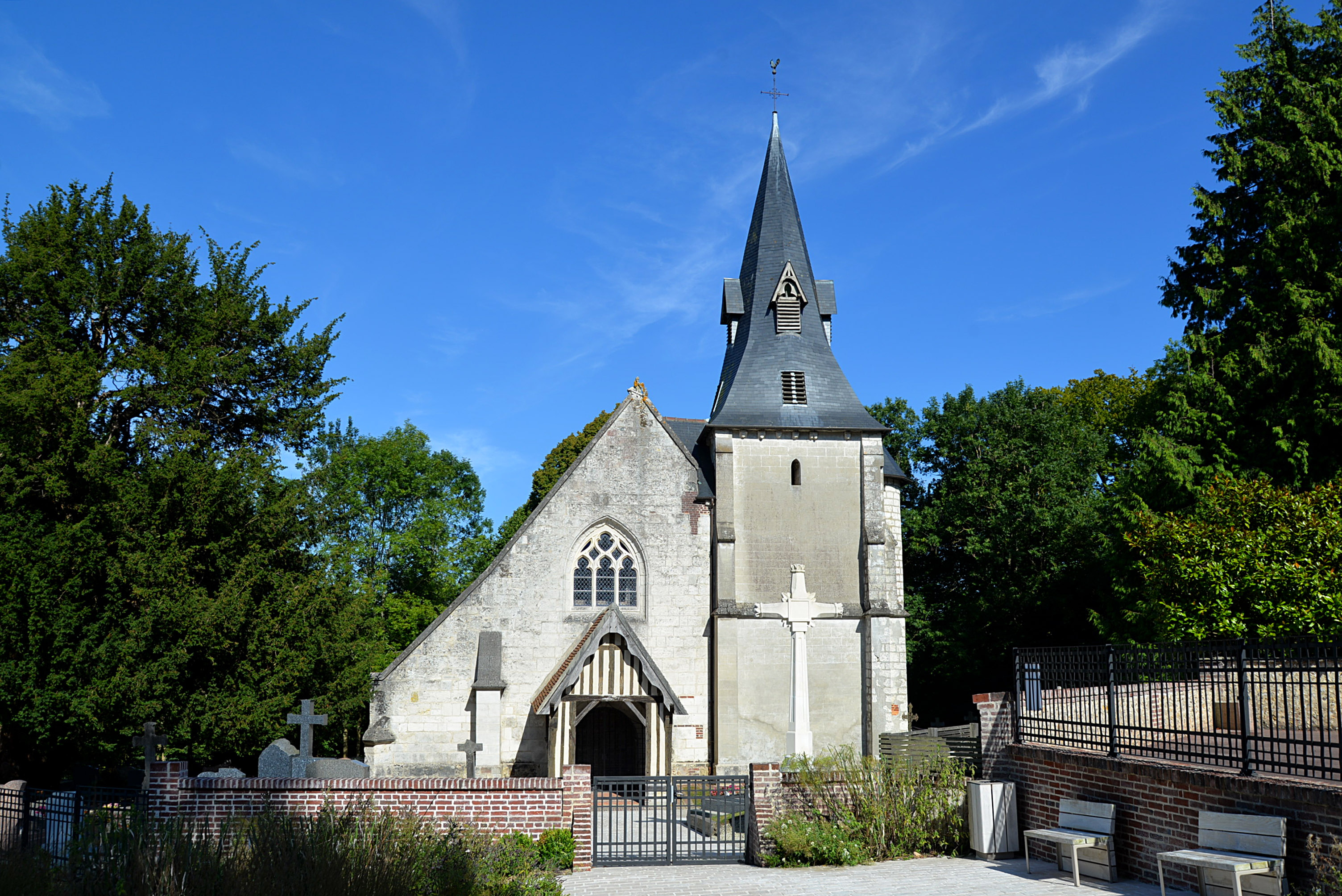
L'église Saint-Étienne. Vue ouest.
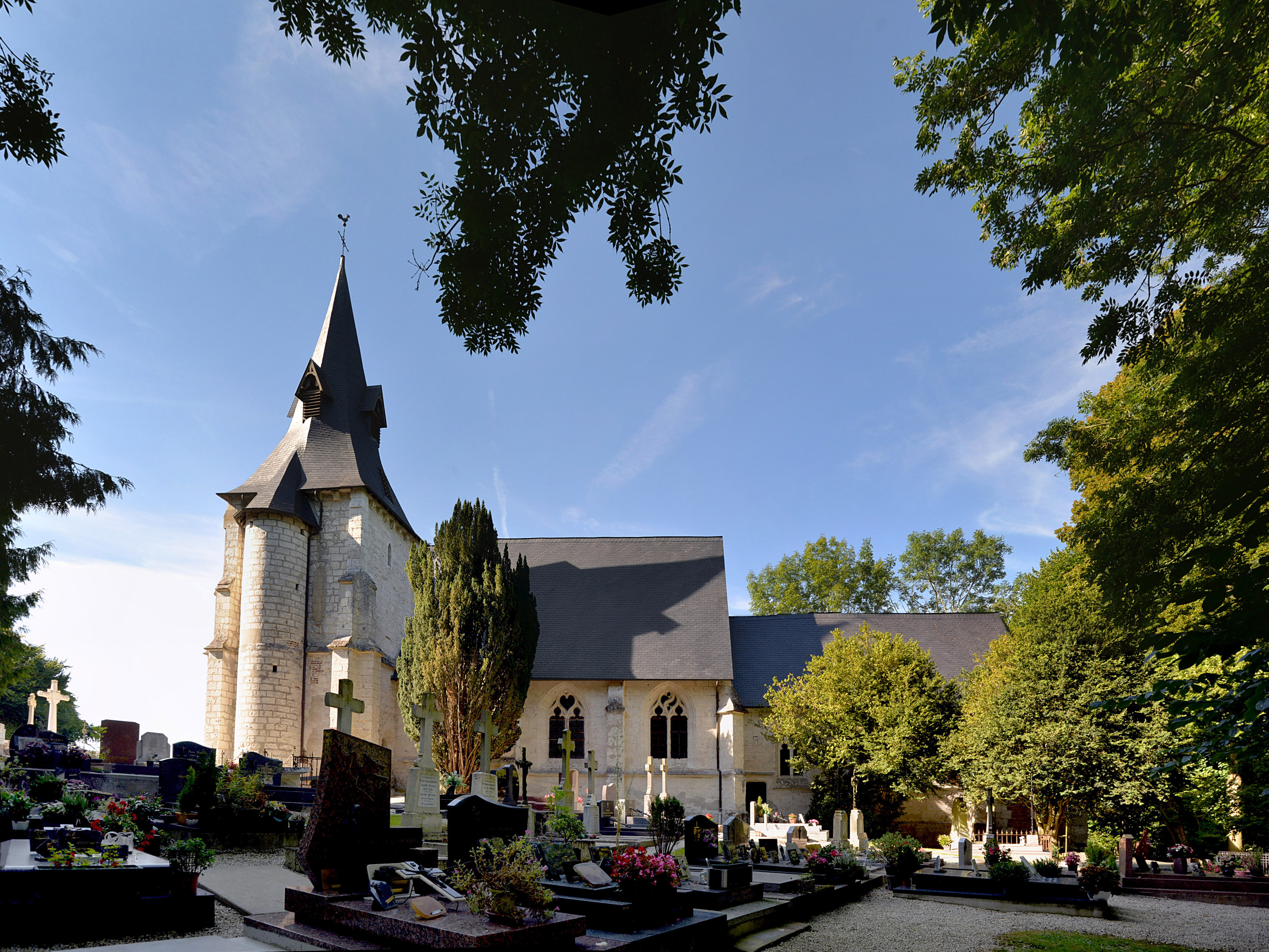
L'église Saint-Étienne. Vue sud.
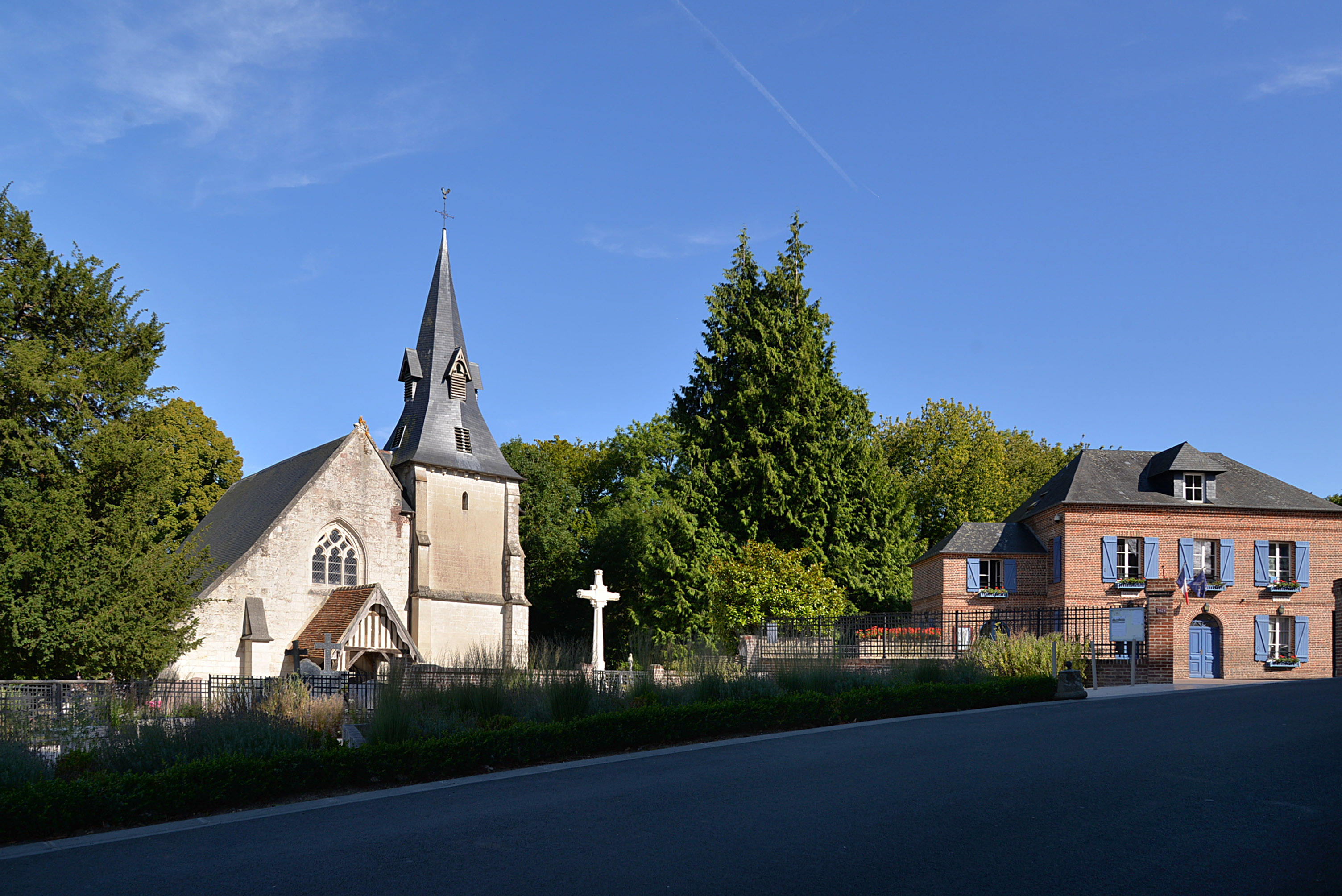
L'église Saint-Étienne et la mairie.
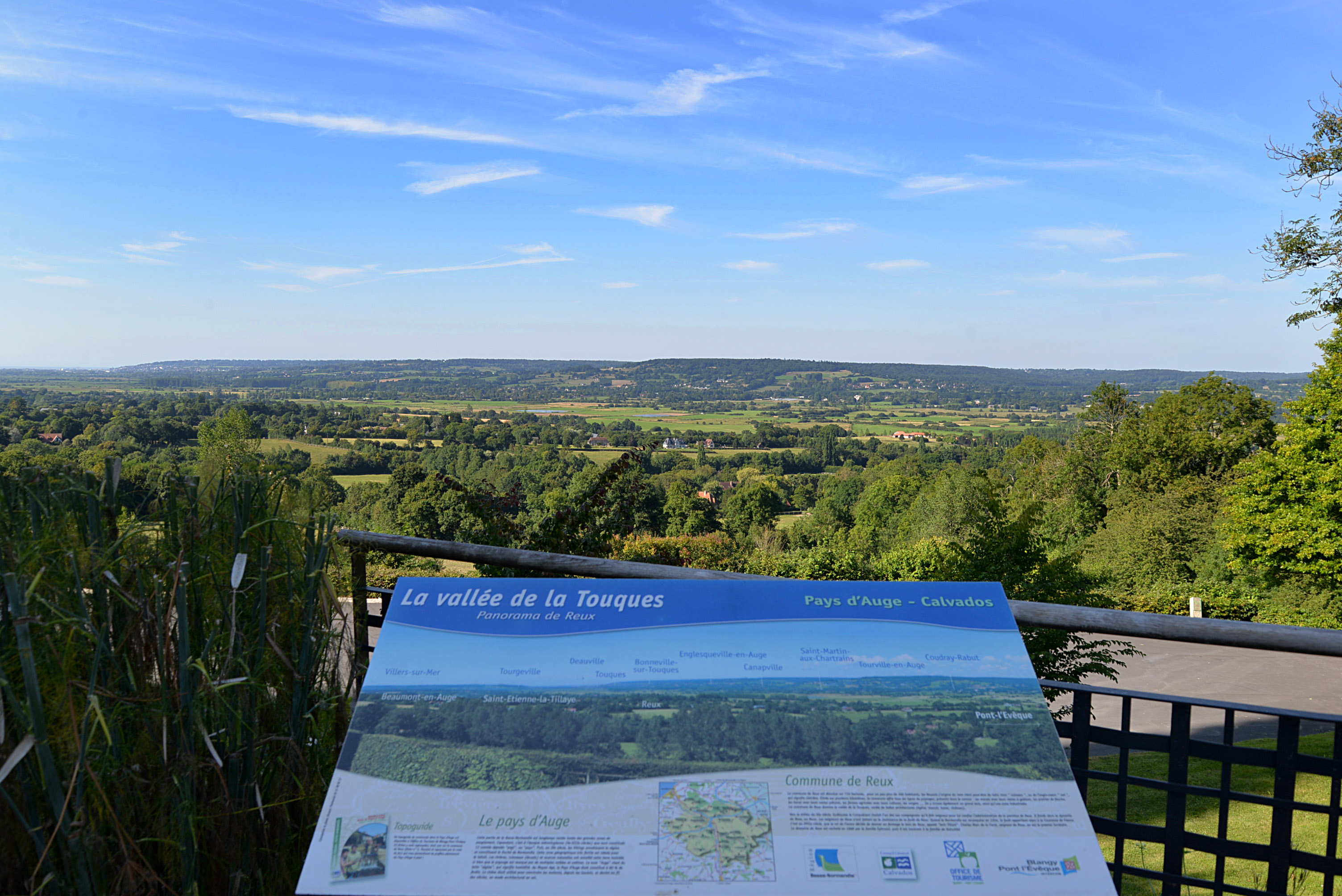
Vue sur la vallée de la Touques.

## Personnalités liées à la commune
- Jacques Charles Dubois dit Dubois-Thainville (1762 à Reux - 1847), général d'Empire.
- Maurice Ephrussi (1849-1916), banquier, propriétaire du château de Reux où il est inhumé.
- Frédéric Botton (1936-2008), auteur, compositeur, interprète, est enterré à Reux.